# Christoph Adt
Christoph Adt (* 3. April 1956 in Stuttgart) ist ein deutscher Dirigent und Orchesterpädagoge.

## Leben
Christoph Adt studierte an der Stuttgarter Musikhochschule und in Salzburg und absolvierte sein Kapellmeisterstudium bei Thomas Ungar und Ferdinand Leitner. Er erhielt mehrere Preise, darunter auch den 1. Preis beim Internationalen Dirigierwettbewerb in Lugano. Nach seiner Ausbildung war Christoph Adt Assistent des Chefdirigenten beim NDR Rundfunkorchester Hannover. Daneben übernahm er einen Lehrauftrag für Dirigieren an der Stuttgarter Musikhochschule; von 1994 bis 1997 hatte er die kommissarische Leitung des Hochschulorchesters, von 1990 bis 1999 leitete er das Junge Kammerorchester Stuttgart. Seit 1998 ist Adt Professor an der Münchner Musikhochschule für die Bereiche Orchesterleitung (Kirchen- und Schulmusik) und Oratorienklasse. Außerdem war er von 2007 bis 2017 Vizepräsident der Musikhochschule. Im Juni 2017 wurde er zum Präsidenten der Hochschule für Musik in Nürnberg gewählt.
Christoph Adt ist weltweit zu Gastspielen unterwegs; z. B. als regelmäßiger Gastdirigent der Philharmonie George Enescu und beim Rumänischen Rundfunkorchester in Bukarest oder beim Japan Philharmonic Orchestra in Tokio. Von 2011 bis 2015 war er Chefdirigent und Künstlerischer Leiter der Bad Reichenhaller Philharmonie.

## Diskografie
- Christoph Adt dirigiert das ERF-Studioorchester: Concerto: Höhepunkte aus den Benefizkonzerten zugunsten des Projekts „Afrika soll leben“. (ERF-Verlag)
- Jacques Murgier, Trois Concertos, Triton Records/Premiere 2007